# Klaus L. Berghahn
Klaus L. Berghahn (* 5. August 1937 in Düsseldorf; † 1. November 2019) war ein deutscher Literaturwissenschaftler.

## Werdegang
Berghahn promovierte 1967 in Münster. Im gleichen Jahr wurde er Assistant Professor für Deutsch an der University of Wisconsin–Madison, 1971 wurde er zum Associate Professor und 1973 zum Professor ernannt. Von 1994 bis 1997 war er Chair of the German Department der Universität Wisconsin und von 1998 bis 2005 Direktor des Center for German and European Studies. 2007 wurde er emeritiert.

## Wirken als Wissenschaftler
Klaus Berghahn wurde als Sachverständiger für Friedrich Schiller, Literaturkritik seit dem achtzehnten Jahrhundert, utopisches Denken und Vorstellungskraft sowie für sein Studium der deutsch-jüdischen Beziehungen seit der Aufklärung angesehen. Er war von zentraler Bedeutung für die Gründung des Zentrums für Deutsch- und Europastudien der Universität, einer gemeinsamen Anstrengung von Fakultäten, die verschiedene Disziplinen vertreten, die Forschungs- und Lehrinteressen in Deutsch- und Europawissenschaften verfolgen.

## Ehrungen
- 1984: Schiller-Medaille
- 2007: Hilldale Lifetime Achievement Award
- 2007: Verdienstkreuz am Bande der Bundesrepublik Deutschland